# Cornel Medrea
Corneliu Virgiliu Medrea (n. 8 martie 1888, Miercurea Sibiului, România – d. 25 iulie 1964, București, România) a fost sculptor, sculptor monumentalist și profesor de sculptură român, membru corespondent al Academiei Române.

## Biografie
Cornel Medrea s-a născut în 1888 în comuna Miercurea Sibiului, într-o familie originară din comuna Galda de Jos. După studii liceale la Alba Iulia și la Școala de Arte și Meserii din Zlatna, Medrea urmează Școala de Arte Decorative din Budapesta (intre 1909-1912), unde a lucrat cu sculptorul György Zala. Între anii 1912-1913 a întreprins călătorii în diverse țări europene, vizitând muzeele de arte plastice.
Din 1914 participă la Saloanele Oficiale din București, la expozițiile grupărilor "Tinerimea artistică", "Arta română" etc. Expune la Bienala din Veneția (în anii 1928, 1938, 1956 și 1958) și la multe alte manifestări artistice din străinătate.
Între anii 1939 - 1964 a fost profesor de sculptură la Academia de Arte Frumoase din București (respectiv Institutul "Nicolae Grigorescu"). În anul 1955 a fost ales membru corespondent al Academiei Române.
Cornel Medrea a practicat toate genurile sculpturii, cultivând forme pline, robuste, având ca ideal simplitatea realității. Portretele, seriile de maternități, evocările istorice (Dragoș Vodă și Zimbrul), reprezentările alegorice (Atlas, Pescarii, Victorie) converg spre manifestarea unei plenitudini, a unui optimism bazat pe afirmarea imaginii umane.

## Opera lui Cornel Medrea
- George Coșbuc, bust, 1914 (Sibiu)

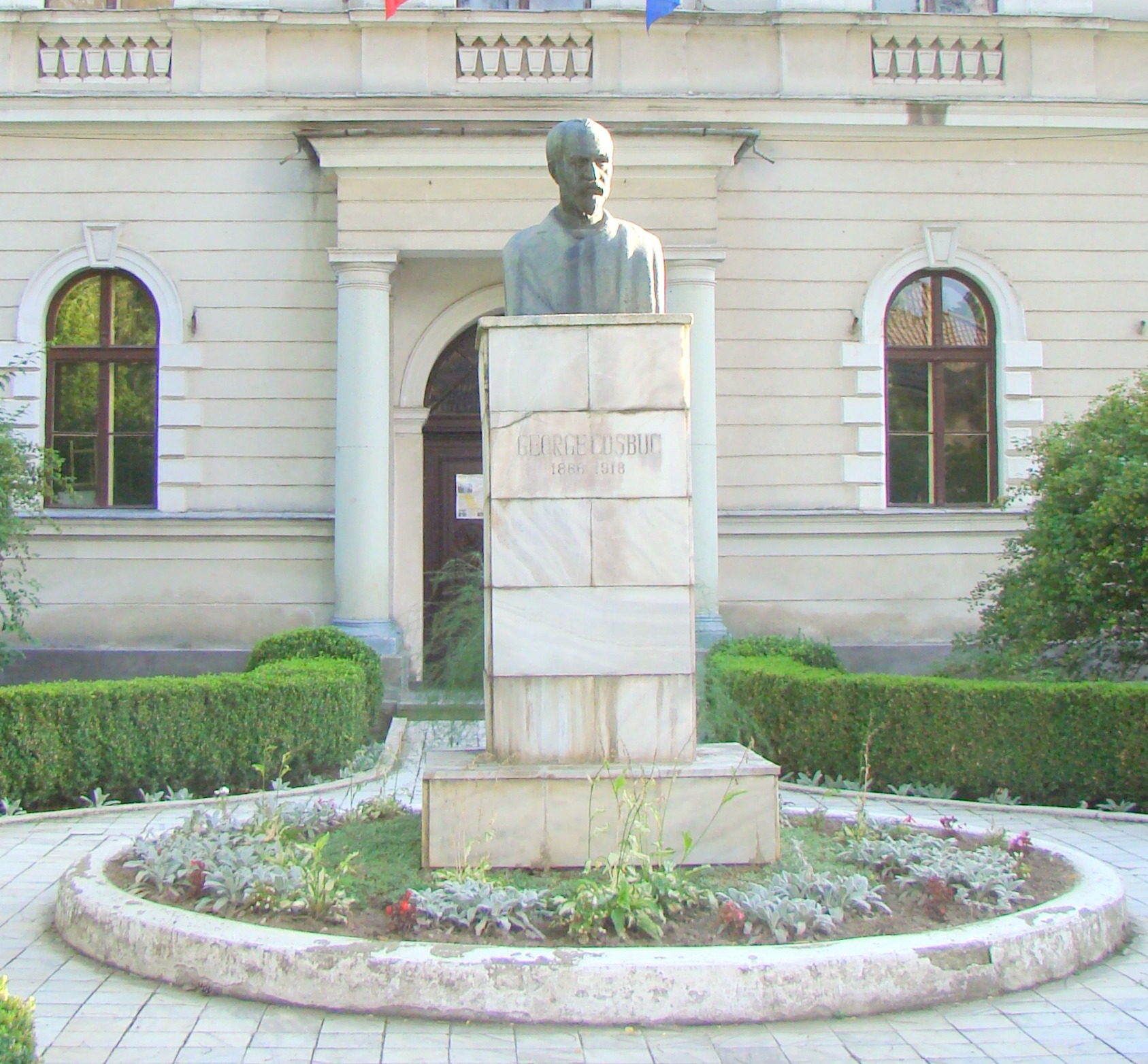
Bustul lui George Coșbuc din orașul Năsăud

- Aristide Demetriade în rolul lui Hamlet, 1919 (Teatrul Național din București)
- Molière, bust, 1919 (Teatrul Național din București)
- Victor Hugo, bust, 1919 (Teatrul Național din București)
- Barbu Ștefănescu Delavrancea, bust, 1920 (Șoseaua Kiseleff, București)
- Monumentul eroilor ceferiști, 1923, împreună cu Ion Jalea (București)
- Șt. O. Iosif, bust, 1926 (Parcul Central, Brașov)
- Bustul lui Ștefan Octavian Iosif, amplasat în Rotonda scriitorilor din Parcul Cișmigiu din București.
- Monumentul lui Avram Iancu, 1927 (Câmpeni)
- Traian Lalescu, bust, 1930 (Timișoara)
- Statuia lui Andrei Mureșanu, 1932 (Bistrița)
- Statuia lui Vasile Lucaciu, 1932 (Satu-Mare)
- Ovidiu, 1927 (Șoseaua Kiseleff, București)
- Reliefurile de la Mausoleul de la Mărășești, 1930, împreună cu Ion Jalea
- Statuia Dr. Ioan Rațiu, 1929 (Turda)
- Medalioane ale voievozilor români, 1934 (Palatul Regal, București)
- Mihai Eminescu, bust, 1938 (Giurgiu)
- Gheorghe Lazăr, bust, 1938 (Avrig)
- Pescarii, grup statuar, 1959 (Constanța)
- Sărutul, duet statuar, 1960, (București), colecție privată
- Elena Cernei, bust, 1962 (București), colecție privată
- Margareta Pâslaru, bust, 1962 (București), Palatul Șuțu
- Statuia „Copilul cu broasca” din Constanța, 1962
- Statuia "În soare" din Mamaia, 1962 (Hotel Dacia Sud)

## Mausoleul de la Mărășești
Monumentul, printre cele mai importante din Europa, a fost realizat, între anii 1923 - 1938, după planurile arhitecților George Cristinel și Constantin Pomponiu, care au fost câștigătorii concursului de proiecte și premiați cu 40.000 de lei aur. Monumentul a fost inaugurat în mod oficial la data de 18 septembrie 1938.
Lucrările au fost demarate la 28 septembrie 1924, în prezența Reginei Maria și a altor personalități ale vremii, și s-au reluat după 12 ani, în 1936. Basoreliefurile "Cupolei Gloriei" au fost realizate de către Cornel Medrea și Ion Jalea și ilustrează diverse momente ale luptelor de la Mărășești. Pictura interioară a fost executată de Eduard Săulescu.
Arhitectul și sculptorul Emil Wilhelm Becker, sculptor al Casei Regale, a avut o contribuție însemnată la realizarea Mausoleului, pentru care, în anul 1924, a realizat toate sculpturile din capelă și din interiorul criptei.

## Expoziții
Expoziții personale:
- 1925 - Maison d'Art, împreună cu Dimitrie Paciurea și Gabriel Popescu, Paris, Franța;
- 1929 - Ateneul Român, împreună cu Elena Serova, București;
- 1944 - Expoziție retrospectivă, Școala de Arhitectură din București;
- 1948 - Expoziție retrospectivă (donează Statului Român majoritatea lucrărilor sale pentru viitorul Muzeu Medrea, inaugurat în 1957).

Expoziții de grup:
- 1915 - 1918 - expozițiile Societății „Tinerimea Artistică”,
- 1925, 1926 - Salonul Oficial, București;
- 1928, 1937, 1949 - Bienala de la Veneția, Italia;
- 1928 - Expoziția Universală de la Barcelona, Spania;
- 1937 - Expoziția Internațională de la Paris, Franța;
- 1939 - Expoziția Internațională de la New York, SUA;
- 1959 - 1960 - expoziții de artă românească la Bratislava, Praga, Berlin, Atena, Cairo, Alexandria, Belgrad, Helsinki, Budapesta;
- 1961 - 1963 - expozițiile de artă românească de la Sofia, Ankara, Istanbul, Damasc; Expoziția Internațională de sculptură, Muzeul Rodin, Paris, Franța.

## Premii și distincții
- În 1921 Direcția generală a Artelor din Ministerul Cultelor și Artelor a înaintat tabele cu funcționari ai săi, propuși spre decorare cu ocazia încoronării proiectate pentru acel an. La poziția 28 era înscris sculptorul Corneliu Medrea cu propunerea „ofițer al Coroanei”.[8]
- Diploma de Onoare la Expoziția Internațională de la Barcelona (1929)
- Marele Premiu la Expoziția Internațională de la Paris (1937), pentru relieful „Dragoș și Zimbrul”
- Premiul internațional la Expoziția internațională de la New York (1939), pentru relieful „Cultura”
- Ordinul „Meritul Cultural”, în gradul de Cavaler clasa I, pentru artă (1 februarie 1943)[9]
- Premiul de Stat (1956)
- titlul de Maestru emerit al artei din Republica Populară Romînă (6 august 1956) „pentru activitate îndelungată și realizări valoroase în domeniul creației plastice”[10]
- titlul de Artist al poporului din Republica Populară Romînă (15 mai 1957) „pentru merite deosebite în activitatea artistică, pedagogică, precum și în munca din alte domenii ale culturii”[11]
- Ordinul Muncii clasa a II-a (6 mai 1961) „cu prilejul celei de-a 40-a aniversări de la înființarea Partidului Comunist din Romînia, pentru merite deosebite în opera de construire a socialismului”[12]
- titlul de „Profesor Emerit al Republicii Populare Romîne” (5 noiembrie 1962) „pentru activitatea îndelungată, contribuție în dezvoltarea științei și merite deosebite în dezvoltarea învățămîntului superior”[13]
- Ordinul Muncii clasa I (11 martie 1963) „pentru activitate rodnică desfășurată în domeniul dezvoltării artelor plastice din țara noastră, cu prilejul împlinirii a 75 de ani de la naștere”[14]

## Citate despre Cornel Medrea
Medrea a lăsat o operă imensă ce abia încape într-un muzeu. Ori și unde te întâlnești cu ea o remarci: ea exprimă noblețea și grandoarea ce îi erau proprii lui. (Corneliu Baba)